# Kanafe
El kanafe o kunāfa (en árabe: كُنَافَة‎; en turco: künefe) es un postre palestino que además es típico en varios países mediorientales, particularmente de Líbano, Siria, Jordania, Turquía y Egipto, que consiste en una especie de pastel hecho de fideos y relleno de queso, horneado, luego bañado en almíbar aromatizado y decorado con pistachos triturados. Se tiene constancia de él desde la época califal, en el siglo xv, y se considera que su origen está en la ciudad palestina de Naplusa (Nablus), donde es el dulce más emblemático. La tradición del kanafe también se ha extendido por el mundo árabe, los Balcanes y el Cáucaso sur.
Una variante es la kadaifi griega.Kunāfa es el nombre en árabe estándar y kanafe en árabe dialectal levantino. 

## Ingredientes
- Fideos. Los fideos usados se denominan kadaif o kataif, y son finos como los vermicelli o el cabello de ángel. Algunas versiones egipcias y turcas también usan semolina en vez de fideos.
- Queso. Generalmente se usa un queso fresco y ligeramente salado, pero que se derrita bien al hornearse. Los más tradicionales son el queso nabulsi (en Palestina y Jordania) o el akkawi (en Líbano y Siria). Ambos son quesos semiblandos que se remojan en agua para quitar el exceso de sal. Versiones occidentales incluyen normalmente mozarela o requesón (ricotta).
- Mantequilla, preferentemente una mantequilla clarificada llamada samne o gui.
- Almíbar, hecho con agua y azúcar, es un sirope o jarabe que a menudo se aromatiza con agua de azahar o agua de rosas, así como un toque de limón.

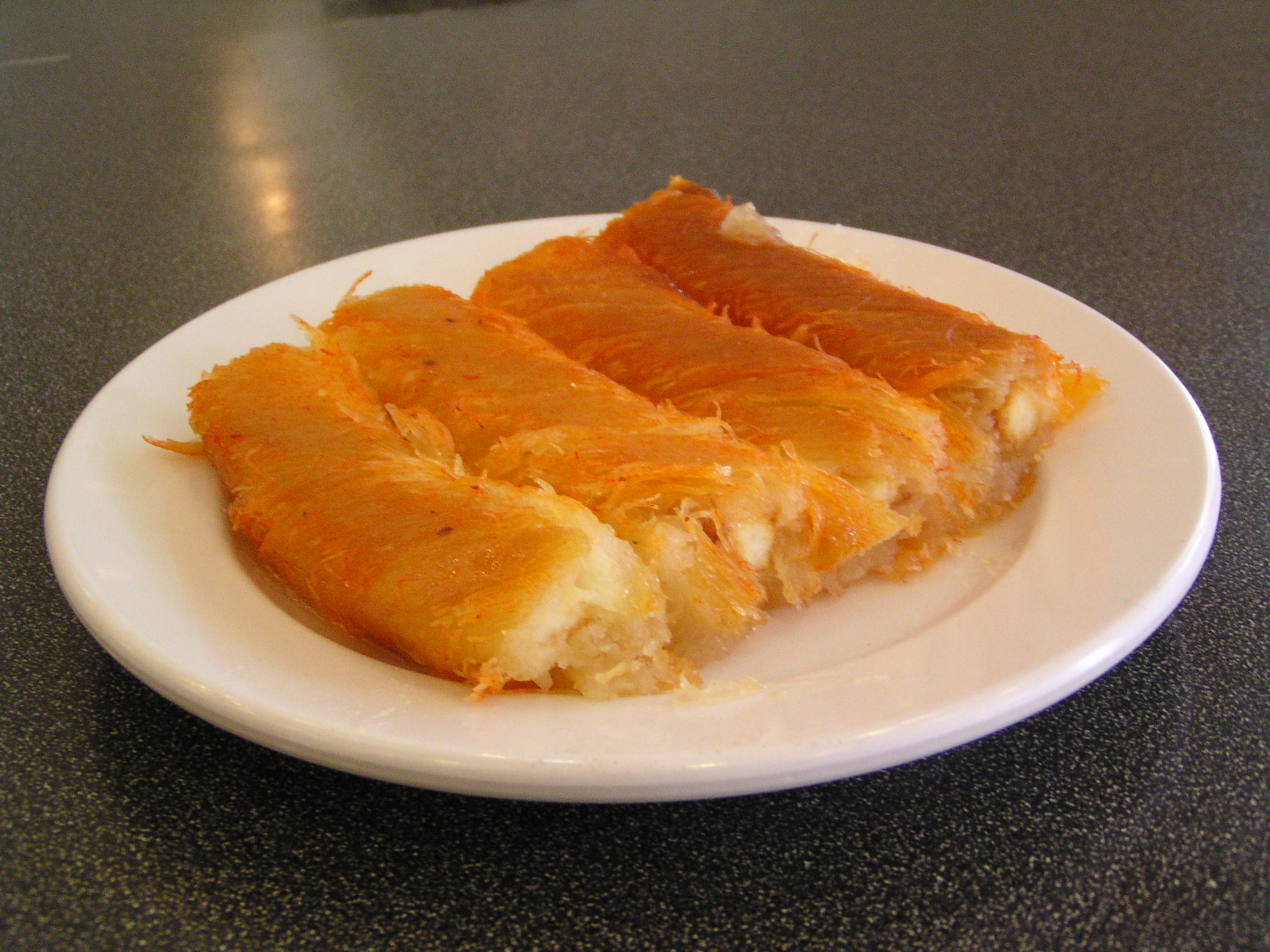
Kanafe con los fideos enrollados.